# サム・ハフ (野球)
サミュエル・ニコラス・ハフ（Samuel Nicholas Huff, 1998年1月14日 - ）は、 アメリカ合衆国アリゾナ州フェニックス出身のプロ野球選手（捕手）。右投右打。MLBのサンフランシスコ・ジャイアンツ傘下所属。

## 経歴

### プロ入りとレンジャーズ時代
2016年のMLBドラフト7巡目（全体219位）でテキサス・レンジャーズから指名され、プロ入り。なお、契約しない場合はグランドキャニオン大学へ進学の予定であった。契約後、傘下のルーキー級アリゾナリーグ・レンジャーズでプロデビュー。28試合に出場して打率.330、1本塁打、17打点を記録した。
2017年もルーキー級アリゾナリーグ・レンジャーズでプレーし、49試合に出場して打率.249、9本塁打、31打点、3盗塁を記録した。
2018年はA級ヒッコリー・クロウダッズでプレーし、118試合に出場して打率.241、18本塁打、55打点、9盗塁を記録した。
2019年はA級ヒッコリーとA+級ダウンイースト・ウッドダックスでプレーし、2球団合計で127試合に出場して打率.278、28本塁打、72打点、6盗塁を記録した。7月にはオールスター・フューチャーズゲームのアメリカンリーグ選抜に選出され、試合では7回裏にベン・ボウデンから同点となる2点本塁打を放ち、MVPを獲得した。
2020年9月10日にメジャー契約を結んでアクティブ・ロースター入りし、翌11日のオークランド・アスレチックス戦にて「8番・捕手」で先発出場してメジャーデビュー（この試合での結果は3打数無安打1四球）。この年はメジャーで10試合に出場して打率.355、3本塁打、4打点を記録した。
2021年はメジャーでの出場は無く、ルーキー級アリゾナリーグ・レンジャーズ、AA級フリスコ・ラフライダーズ、AAA級ラウンドロック・エクスプレスでプレーした。3球団合計で61試合に出場して打率.246、16本塁打、36打点を記録した。オフにはアリゾナ・フォールリーグに参加し、サプライズ・サグアロスに所属した。
2022年は44試合の出場で打率.240、、1盗塁、4本塁打、10打点を記録した。本塁打と打点はいずれもキャリアハイとなった。
2023年は21試合に出場で打率.256、3本塁打、6打点を記録した。打率はこの時点でのキャリアハイであった。同年のオフにはドミニカに派遣され、同国のウィンターリーグであるリーガ・デ・ベイスボル・プロフェシオナル・デ・ラ・レプブリカ・ドミニカーナ（LIDOM）に参加。レオネス・デル・エスコヒードに所属した。
2024年は6月17日のニューヨーク・メッツ戦（グローブライフ・フィールド）での出場を最後に出場機会が無かった為、この時点でのキャリアワーストとなる3試合の出場に留まった。残りの成績も2三振、1四球と散々で安打を1本も記録することが出来なかった。オフの12月23日にショーン・アームストロングを獲得したことに伴って、DFAとなった。

### ジャイアンツ時代
2025年1月8日にウェイバー公示を経てサンフランシスコ・ジャイアンツへ移籍した。同年の開幕はメジャーで迎えたものの、20試合の出場で打率.208、2本塁打、4打点の成績で、6月4日にアンドリュー・キズナーを昇格させることやドミニク・スミスと契約したことなどに伴ってラマン・ウェイド・ジュニアと共にDFAとなり、3日後にウェイバーを経て、AAA級サクラメント・リバーキャッツに降格した。

## プレースタイル
強肩強打であるが、打力を生かすためにコンバートの可能性もあると言われている。

## 詳細情報

### 年度別打撃成績
| 年 度    | 球 団    | 試 合 | 打 席 | 打 数 | 得 点 | 安 打 | 二 塁 打 | 三 塁 打 | 本 塁 打 | 塁 打 | 打 点 | 盗 塁 | 盗 塁 死 | 犠 打 | 犠 飛 | 四 球 | 敬 遠 | 死 球 | 三 振 | 併 殺 打 | 打 率 | 出 塁 率 | 長 打 率 | O P S |
| -------- | -------- | ----- | ----- | ----- | ----- | ----- | -------- | -------- | -------- | ----- | ----- | ----- | -------- | ----- | ----- | ----- | ----- | ----- | ----- | -------- | ----- | -------- | -------- | ----- |
| 2020     | TEX      | 10    | 33    | 31    | 5     | 11    | 3        | 0        | 3        | 23    | 4     | 0     | 0        | 0     | 0     | 2     | 0     | 0     | 11    | 0        | .355  | .394     | .742     | 1.136 |
| 2022     | TEX      | 44    | 132   | 121   | 9     | 29    | 4        | 0        | 4        | 45    | 10    | 1     | 0        | 0     | 0     | 11    | 1     | 0     | 42    | 1        | .240  | .303     | .372     | .675  |
| 2023     | TEX      | 21    | 45    | 43    | 5     | 11    | 2        | 0        | 3        | 22    | 6     | 0     | 0        | 0     | 0     | 2     | 0     | 0     | 17    | 1        | .256  | .289     | .512     | .801  |
| 2024     | TEX      | 3     | 4     | 3     | 0     | 0     | 0        | 0        | 0        | 0     | 0     | 0     | 0        | 0     | 0     | 1     | 0     | 0     | 2     | 0        | .000  | .250     | .000     | .250  |
| 2025     | SF       | 20    | 58    | 53    | 5     | 11    | 1        | 0        | 2        | 18    | 4     | 0     | 0        | 0     | 1     | 4     | 0     | 0     | 25    | 2        | .208  | .259     | .340     | .599  |
| MLB：4年 | MLB：4年 | 78    | 214   | 198   | 19    | 51    | 9        | 0        | 10       | 90    | 20    | 1     | 0        | 0     | 0     | 16    | 1     | 0     | 72    | 2        | .258  | .313     | .455     | .768  |

- 2024年度シーズン終了時

### 年度別守備成績
| 年 度 | 球 団 | 捕手（C） | 捕手（C） | 捕手（C） | 捕手（C） | 捕手（C） | 捕手（C） | 捕手（C） | 捕手（C） | 捕手（C） | 捕手（C） | 捕手（C） | 一塁（1B） | 一塁（1B） | 一塁（1B） | 一塁（1B） | 一塁（1B） | 一塁（1B） |
| 年 度 | 球 団 | 試 合     | 刺 殺     | 補 殺     | 失 策     | 併 殺     | 守 備 率  | 捕 逸     | 企 図 数  | 許 盗 塁  | 盗 塁 刺  | 阻 止 率  | 試 合      | 刺 殺      | 補 殺      | 失 策      | 併 殺      | 守 備 率   |
| ----- | ----- | --------- | --------- | --------- | --------- | --------- | --------- | --------- | --------- | --------- | --------- | --------- | ---------- | ---------- | ---------- | ---------- | ---------- | ---------- |
| 2020  | TEX   | 10        | 62        | 2         | 2         | 1         | .970      | 2         | 2         | 2         | 0         | .000      | -          | -          | -          | -          | -          | -          |
| 2022  | TEX   | 29        | 208       | 11        | 3         | 0         | .986      | 5         | 27        | 23        | 4         | .148      | 6          | 38         | 0          | 0          | 2          | 1.000      |
| 2023  | TEX   | 10        | 40        | 0         | 0         | 0         | 1.000     | 0         | 6         | 6         | 0         | .000      | 4          | 3          | 0          | 0          | 1          | 1.000      |
| 2024  | TEX   | 2         | 9         | 0         | 0         | 0         | 1.000     | 0         | 0         | 0         | 0         | ----      | -          | -          | -          | -          | -          | -          |
| MLB   | MLB   | 51        | 319       | 13        | 5         | 1         | .985      | 7         | 35        | 31        | 4         | .114      | 10         | 41         | 0          | 0          | 3          | 1.000      |

- 2024年度シーズン終了時

### 表彰
MiLB
- オールスター・フューチャーズゲームMVP：1回（2019年）

### 記録
MiLB
- オールスター・フューチャーズゲーム選出：1回（2019年）

### 背番号
- 74（2020年）
- 55（2022年 - 2024年）
- 23（2025年 - 同年5月31日）